# Эклунд, Виллиам
Вильям Эклунд (швед. William Eklund; род. 12 октября 2002, Ханинге, Стокгольм) — шведский профессиональный хоккеист, нападающий клуба национальной хоккейной лиги «Сан-Хосе Шаркс» (с 2021 года). Игрок сборной Швеции по хоккею с шайбой.

## Клубная карьера
Эклунд — сын бывшего хоккеиста Кристиана Эклунда. Его брат Виктор тоже хоккеист.
Эклунд дебютировал в Шведской хоккейной лиге в сезоне 2019/20 годов в составе «Юргордена». Сыграл в общей сложности 20 матчей в регулярном сезоне и набрал два очка в течение оставшейся части сезона.
В 2021 году был выбран командой «Сан-Хосе Шаркс» Национальной хоккейной лиги (НХЛ) в первом раунде драфта НХЛ под общим 7-м номером.
16 августа 2021 года «Сан-Хосе Шаркс» подписали с Эклундом трёхлетний контракт начального уровня. Дебютировал в НХЛ 16 октября 2021 года в матче против «Виннипег Джетс», который закончился со счётом 4:3 в пользу «Шаркс», где швед сумел заработать своё первое очко, отдав результативную передачу. После девяти игр за «Шаркс» 5 ноября 2021 года вернулся в Швецию.
Эклунд забил свой первый гол в НХЛ 14 марта 2023 года в овертайме матча с «Коламбус Блю Джекетс», который закончился со счётом 6:5. С сезона 2023/2024 годов входит в основной состав «Сан-Хосе Шаркс».

## Карьера в сборной
Эклунд принимал участие в Кубке Гретцки среди хоккеистов до 18 лет, который состоялся в 2019 году в Швеции. В составе сборной Швеции занял итоговое третье место, сыграл 5 игр, забил 1 шайбу и выполнил 2 результативные передачи.
В 2025 году Виллиам Эклунд был включен в состав первой сборной для участия в домашнем чемпионате мира, который проходил в двух странах.